# Nikolaj Pavlovič Akimov
Nikolaj Pavlovič Akimov (San Pietroburgo, 16 aprile 1901 – Mosca, 6 settembre 1968) è stato uno scenografo, regista teatrale e teorico del teatro, di indirizzo formalista, sovietico.

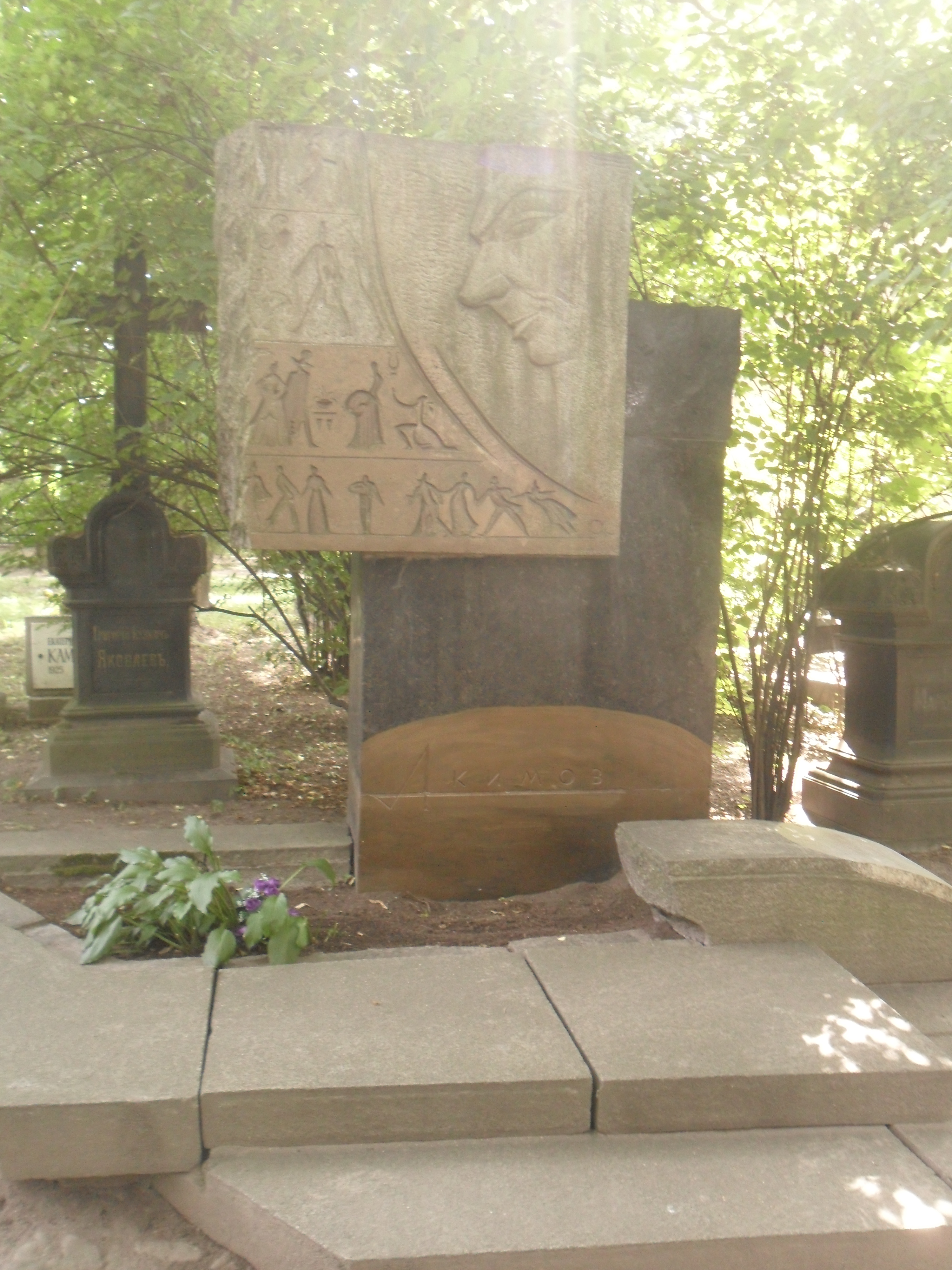
La tomba di Akimov

È stato attivo dal 1922 prima a Charkiv e Leningrado, poi a Mosca; come teorico si interessò dei reciproci rapporti tra regista e decoratore teatrale: famosa la decorazione e messa in scena dell'Amleto, nel 1932, al teatro Vachtangov.